# 鄉民金融科技
鄉民金融科技為台灣一家金融科技公司，舊稱鄉民貸，提供網路借貸直接媒合借貸雙方的分享型經濟服務，為台灣首家網路借貸平台，發起人為資深媒體人黃智康，總部設於台北市。
該公司提供線上平台作為借貸直接交易服務媒介，與傳統透過銀行仲介的間接金融型態不同，收入來源係對借款方收取手續費而非存貸間之利差。單一借款人(債務人)提出借款需求時，會參照借款人的信用評等、借款用途、還款能力、負債狀況等進行資格審核，再對符合資格者訂出借款金額、利率、期數等條件，並計算出每期應償還之利息及本金，供眾多投資人（債權人）參酌債務人資訊選購。投資人貸出取得債權後，於借款期間內可將債權賣出轉讓，購買債權者可小金額投資於不同債權藉以分散風險。